# Halle Port
Halle Port (fransk: Porte de Hal, nederlandsk: Hallepoort) er en befæstet middelalderbyport i Bruxelles' anden mur. Halle Port er opført i 1381 og en del af denne befæstning af byen, der blev opført i anden halvdel af det 14. århundrede.
Den oprindelige port havde vindebro og gitteråbning, der kunne hæves og sænkes, for at regulere adgangen til byen. Disse anordninger findes ikke mere, men det kan ses, hvor de har været fastgjort.
Mens de øvrige seks byporte og resten af den anden mur blev ødelagt, overlevede Halle Port, da den blev brugt som fængsel. I senere tider er den blandt andet brugt som toldbygning, til kornlager og som luthersk kirke.
Den er blevet restaureret flere gange, senest i slutningen af det 20. århundrede samt i 2007-08. Halle Port fungerer nu som museum, der dels viser byportens egen historie, dels historien om Bruxelles og dens forsvar. Den er en del af det Kongelige Museum for de Væbnede Styrker og Militærhistorie.